# Felipe IV (1626-1628)
El retrato de busto de Felipe IV con armadura y banda es un cuadro de Velázquez pintado posiblemente en dos etapas, entre 1626 y 1628, conservado actualmente en el Museo del Prado de Madrid (España). 
Se trata de uno de los primeros retratos que Velázquez hizo de Felipe IV tras ser nombrado pintor del rey en 1623. El cuadro parece haber sido recortado por sus cuatro lados aunque las primeras noticias que de él se tienen, cuando formaba parte de la colección del duque del Arco, presentaba ya las medidas actuales. En 1794 se citaba como copia de Velázquez en el inventario de la Quinta del Duque del Arco en El Pardo, propiedad real desde 1745.  
Para Allende-Salazar se trataría de un fragmento de un retrato ecuestre, lo que parece desmentir el hecho de que el rey haya sido retratado con la cabeza descubierta y que su figura se recorte sobre un fondo gris neutro, localizándose por tanto en un espacio interior, pero la indumentaria militar que viste hace pensar que pudo concebirse como modelo para otros retratos y, en su caso, retratos ecuestres, como pudo ocurrir también con el primer retrato del rey hecho por Velázquez, ejecutado según Francisco Pacheco en un día, el 30 de agosto de 1623, y convertido luego en retrato ecuestre, «imitado todo del natural, hasta el país», lo que supuso no darlo por terminado hasta agosto de 1625, cuando se expuso al público en la calle Mayor y Julio César Semín, modesto pintor, cobró por el dorado del marco.
La radiografía revela bajo el aspecto actual una primera versión sobre la que Velázquez introdujo algunas rectificaciones en la posición de los hombros y en el vestido; el más significativo de ellos fue la incorporación de la banda que cruza el pecho, añadiendo una nota de color rojo vivo al retrato, pero respetando en la remodelación el dibujo original del rostro. Las fechas de su realización, de todos modos, deberían situarse entre la ejecución del retrato subyacente bajo el Felipe IV de cuerpo entero del Museo del Prado y su versión última, tanto para su primer estado como para las modificaciones en él introducidas, habiendo servido como referencia para las transformaciones últimas hechas en la cabeza del Felipe IV de cuerpo entero.